# My Little Pony: Equestria Girls – Sunset's Backstage Pass
My Little Pony: Equestria Girls – Festival de Música das Estrelas (My Little Pony: Equestria Girls – Sunset's Backstage Pass na versão original) é uma série animada como especial de televisão canadense e estadunidense de 2019, baseado na franquia do mesmo nome, da websérie Digital Series e um spin-off da série animada de My Little Pony: A Amizade É Mágica da Hasbro. Considerado quatro especial de uma hora. O especial tem 44 minutos de duração e a sequência de My Little Pony: Equestria Girls – Spring Breakdown. No Brasil, foi exibido no dia 6 de julho de 2019 no Discovery Kids e foi exibida no dia 26 de setembro de 2020, no canal do My Little Pony oficial em português brasileiro no YouTube. Nos Estados Unidos, foi exibido no dia 27 de julho de 2019 no Discovery Family. 

## Enredo
"O Festival de Música das Estrelas está finalmente aqui, e as Mane 7 vão ficar com 'glampismo'! Sunset e Pinkie são as mais animadas para ver sua banda favorita, mas quando a magia de equestria faz com que uma repetição de tempo inspirado no 'Feitiço do Tempo / O Feitiço do Tempo' comece, Sunset fica presa revivendo 'festival no primeiro dia' para sempre!"

## Elenco
- Rebecca Shoichet como Sunset Shimmer
- Tara Strong como Twilight Sparkle/Princesa Twilight Sparkle
- Ashleigh Ball como Applejack, Rainbow Dash e Lyra Heartstrings
- Andrea Libman como Fluttershy, Pinkie Pie and Bon Bon
- Tabitha St. Germain como Rarity
- Lili Beaudoin como K-Lo
- Mariee Devereux como Su-Z
- Kazumi Evans como Adagio Dazzle
- Diana Kaarina como Aria Blaze
- Maryke Hendrikse como Sonata Dusk
- Kathleen Barr como Puffed Pastry
- Lee Tockar como Snips

Com elenco de voz cantando para K-Lo (Kiwi Lollipop), Su-Z (Supernova Zap) e Aria Blaze como previsto pela Marie Hui, Arielle Tuliao and Shylo Sharity respectivamente. Shannon Chan-Kent previsto pela voz cantando pela Pinkie Pie e Sonata Dusk.
O especial também apresenta papéis menores com Michael Dobson como guarda de segurança, Tockar vocalizando como artista de festival e artista interino de festival respectivamente.

## Mercadoria
Uma adaptação literária intitulado My Little Pony: Equestria Girls: Make Your Own Magic: Starswirl Do-Over foi publicado em 5 de fevereiro de 2019.

## Transmissão
Sunset's Backstage Pass foi exibido em 27 de julho de 2019, no canal Discovery Family. No Brasil, foi exibido em 6 de julho de 2019 no dia de sábado, ás 19:17 no canal Discovery Kids. Assim como os especiais anteriores começando desde A Montanha-Russa da Amizade, também teve mais uma vez críticas na dublagem da Tempo Filmes. No YouTube, estreou em 17 de setembro de 2019, e no Brasil no dia 26 de setembro de 2020.

### Episódios
| # | Título | Exibição original      |
| - | ------ | ---------------------- |
| 1 | Part 1 | 17 de setembro de 2019 |
| 2 | Part 2 | 22 de setembro de 2019 |
| 3 | Part 3 | 24 de setembro de 2019 |
| 4 | Part 4 | 29 de setembro de 2019 |
| 5 | Part 5 | 6 de outubro de 2019   |
| 6 | Part 6 | 13 de outubro de 2019  |